# Nelson Ivan Petzold
Nelson Ivan Petzold (* 1931 in Porto Alegre, Rio Grande do Sul; † 8. August 2018 ebenda) war ein brasilianischer Designer und Architekt. Er galt als Pionier des Industriedesigns in Brasilien.
Nelson Ivan Petzold studierte Architektur an der Universidade Federal do Rio Grande do Sul, wo er auch bis 2012 als Professor für Graphische Darstellung tätig war. Zusammen mit seinem Partner José Carlos Mário Bornancini (1923–2008) entwarf er zahlreiche Designs des täglichen Bedarfs. Bekannt wurden sie mit einem Kinderbesteck mit den Gesichtern von Prinz, Prinzessin und Hunden namens „Príncipe Garfo“, „Cão Faquinha“ und „Princesa Colher“. Die Serie wurde etwa mit 2,5 Millionen Einheiten verkauft.